# Serang (regentschap)
Serang is een regentschap in de provincie Banten op het eiland Java. 
De stad Serang is in 2007 afgescheiden van het regentschap en vormt sindsdien een eigen stadsgemeente. Verder grenst het regentschap aan de stad Cilegon in het noordwesten, de regentschappen Pandeglang en Lebak in het zuiden en het regentschap Tangerang in het oosten. Ten noorden van Serang is de kust van de Javazee en in het westen die van de Straat Soenda.
Het dorp Anyer, bekend van de vuurtoren en als beginpunt van de Grote Postweg, ligt in het regentschap Serang.

## Geboren
- Sjafruddin Prawiranegara (1911-1989), politicus

Stadsgemeenten: Cilegon · Serang · Tangerang · Zuid-Tangerang

Regentschappen: Lebak · Pandeglang · Serang · Tangerang